# Arendsee (Altmark)
Arendsee (Altmark) è una città della Sassonia-Anhalt, in Germania.

Appartiene al circondario di Altmark Salzwedel (targa SAW).
Qua è nato il fisico e matematico Jürgen Kurths.

## Geografia antropica

### Suddivisioni amministrative
Il territorio della città si divide in consigli di zona (Ortschaft), che a loro volta comprendono più centri abitati (Ortsteil):
- Arendsee (Arendsee, Genzien e Gestien)
- Binde (Binde e Ritzleben)
- Fleetmark (Lüge, Molitz e Störpke)
- Höwisch
- Kaulitz
- Kerkau (Kerkau e Lübbars)
- Kläden (Kläden e Kraatz)
- Kleinau (Kleinau, Dessau e Lohne)
- Leppin (Leppin, Harpe e Zehren)
- Mechau
- Neulingen
- Rademin (Ladekath e Ortwinkel)
- Sanne-Kerkuhn (Kerkuhn e Sanne)
- Schrampe (Schrampe, Friedrichsmilde e Zießau)
- Thielbeer (Thielbeer e Zühlen)
- Vissum (Kassuhn e Schernikau)
- Ziemendorf